# پاندلیس
پاندلیس (به لاتین: Pandėlys) در لیتوانی با جمعیت ۹۸۵ نفر است که در اوکشتایتیا واقع شده‌است.